# Кавалер Золотої Зірки
«Кавалер Золотої Зірки» — радянський художній фільм 1950 року, знятий за однойменним романом Семена Бабаєвського про трудові звершення і любов воїна-фронтовика, Героя Радянського Союзу Сергія Тутарінова. Прем'єра відбулася 9 липня 1951 року.

## Сюжет
Воїн-фронтовик Сергій Тутарінов, Герой Радянського Союзу, повертається після Великої Вітчизняної війни в рідну станицю на Ставропіллі, як він спочатку вважав, ненадовго, але, ознайомившись з життям району, залишається, щоб відновити господарство, зруйноване під час війни. Сергій пропонує «п'ятирічний план», що включає будівництво електростанції. Голова райвиконкому, старий червоний боєць, виступає проти, але Сергія підтримують секретарі райкому і крайкому, його план обговорює і схвалює трудовий народ станиці. Сергій отримує посаду голови райвиконкому, і, проявивши здібності справжнього керівника, домагається успіху в роботі. Непросто складаються його стосунки з дівчиною Іриною, з якою він познайомився, повертаючись в станицю.

## У ролях
- Сергій Бондарчук —  Сергій Тимофійович Тутарінов
- Анатолій Чемодуров —  Семен Опанасович Гончаренко
- Кіра Канаєва —  Ірина Іванівна Любашова
- Борис Чирков —  Павло Петрович Кондратьєв, секретар райкому
- Микола Коміссаров —  Федір Лукич Хохлаков, голова райвиконкому
- Володимир Ратомський —  Степан Петрович Рагулін, голова колгоспу
- Костянтин Свєтлов —  Сава Несторович Остроухов, голова станради
- Микола Гриценко —  Олексій Степанович Артомашов, голова колгоспу
- Іван Переверзєв —  Андрій Петрович Бойченко, секретар крайкому
- Петро Кірюткін —  Прохор Ненашев
- Данило Ільченко —  Тимофій Ілліч, батько Тутарінова
- Марія Яроцька —  Василиса Нилівна, мати Тутарінова
- Тамара Носова —  Анфіса, сестра Тутарінова
- Степан Каюков —  Рубцов-Ємницький, директор районної споживчої кооперації
- Олександра Панова —  Марфа Любашова
- Борис Бітюков —  Віктор Грачов, інженер-будівельник
- Галина Фролова —  Сусідка

## Знімальна група
- Автор сценарію: Борис Чирсков
- Режисер-постановник: Юлій Райзман
- Оператор: Сергій Урусевський
- Художник-постановник: А. Пархоменко
- Композитор: Тихон Хренніков